# Chedao
Chedao är en köping i nordvästra Kina. Den ligger i Huan härad i Qingyang i provinsen Gansu, omkring 270 kilometer öster om provinshuvudstaden Lanzhou. Antalet invånare är 17 608. Befolkningen består av 8 479 kvinnor och 9 129 män. Barn under 15 år utgör 18,0 %, vuxna 15-64 år 73 %, och äldre över 65 år 8,0 %.